# Armadillidium bicurvatum
Armadillidium bicurvatum is een pissebed uit de familie Armadillidiidae. De wetenschappelijke naam van de soort is voor het eerst geldig gepubliceerd in 1901 door Verhoeff.